# Emil Berglund (kemist)
Oscar Emil Berglund, född 10 september 1846 i Göteborg, död 25 juli 1887 i Marstrand, var en svensk kemist.
Berglund var son till hamninspektoren Anders Peter Berglund. Han genomgick Göteborgs högre elementarläroverk, avlade mogenhetsexamen där 1866 och blev samma år student vid Lunds universitet. Berglund blev filosofie kandidat 1872 och filosofie doktor 1874. Från 1872 var han amanuens vid kemiska institutionen i Lund, från 1874 docent i kemi samt från 1875 lärare i kemi vid Chalmerska slöjdskolan i Göteborg. 1881 blev Berglund ledamot av Kungliga Vetenskaps- och Vitterhetssamhället i Göteborg.
Bland Berglunds forskningar märks främst en avhandling av imidosylfonsyran och den av Heinrich Rose upptäckta svavelsyrade ammoniken. Han lyckades framstäla ett ammoniumsalt av imidosulfonsyra, som visade sig identiskt med Roses salt. I en följande avhandling 1877 visade han på nya att framställa dessa salter, och lyckades tack vare sina undersökningar göra imidosulfonsyran mer lättillgänglig. Berglund framträdde även som läroboksförfattare. Under sin tid i lund var han uppskattad sångare och på 1870-talet medlem i kvartetten Longobarderna.